# Zmarličník japonský

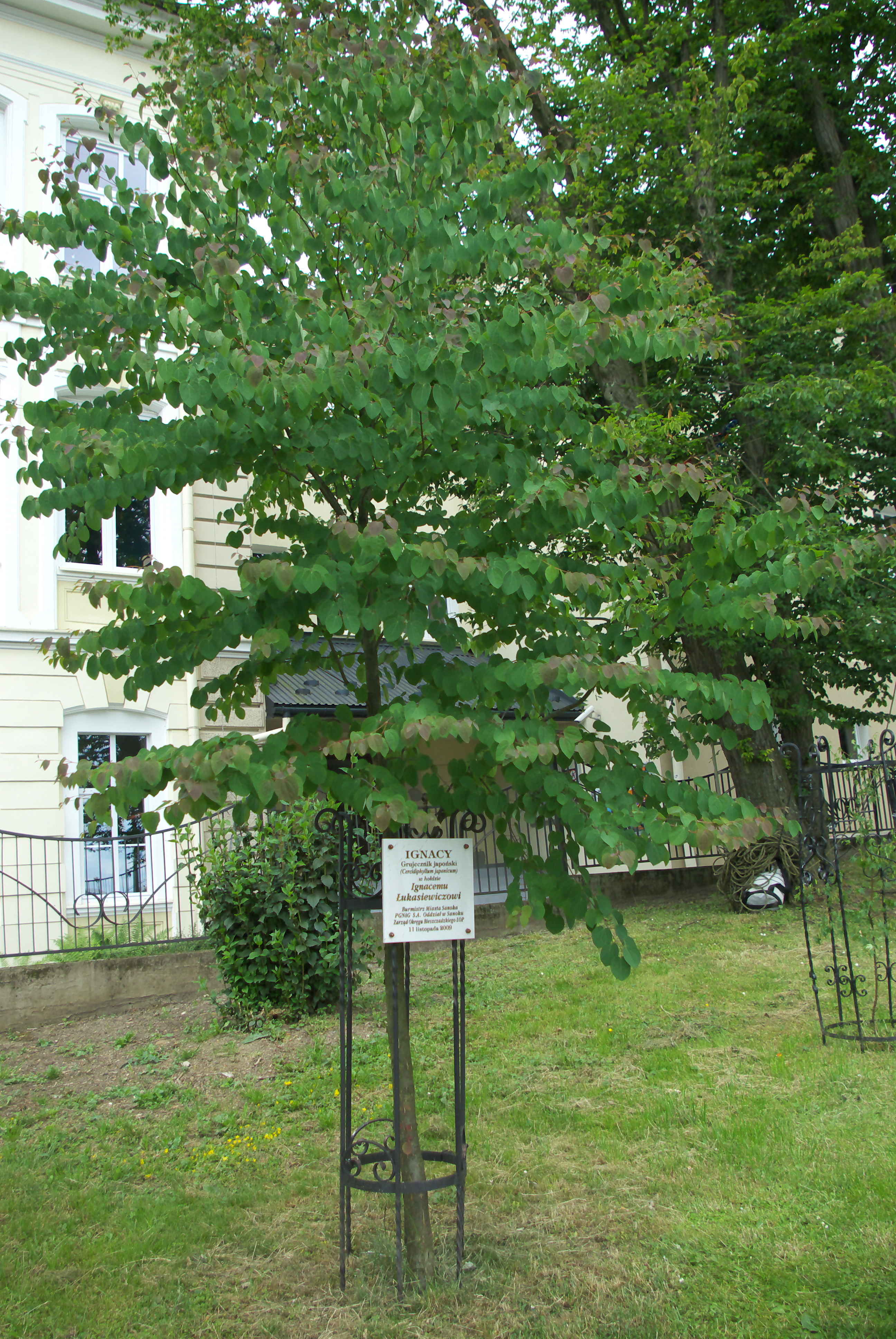
Mladý exemplář

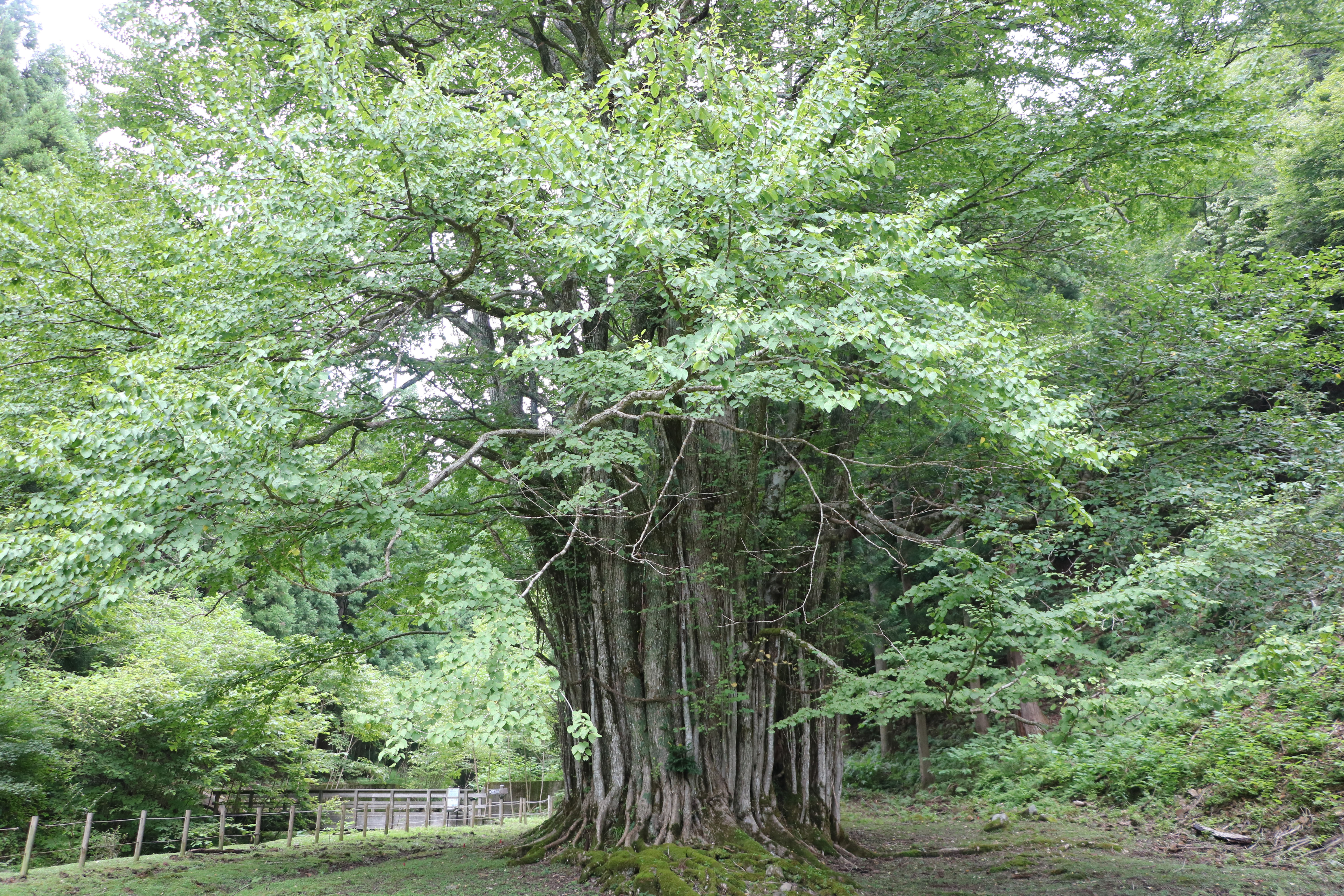
Mnohokmenný strom keřovitého vzhledu

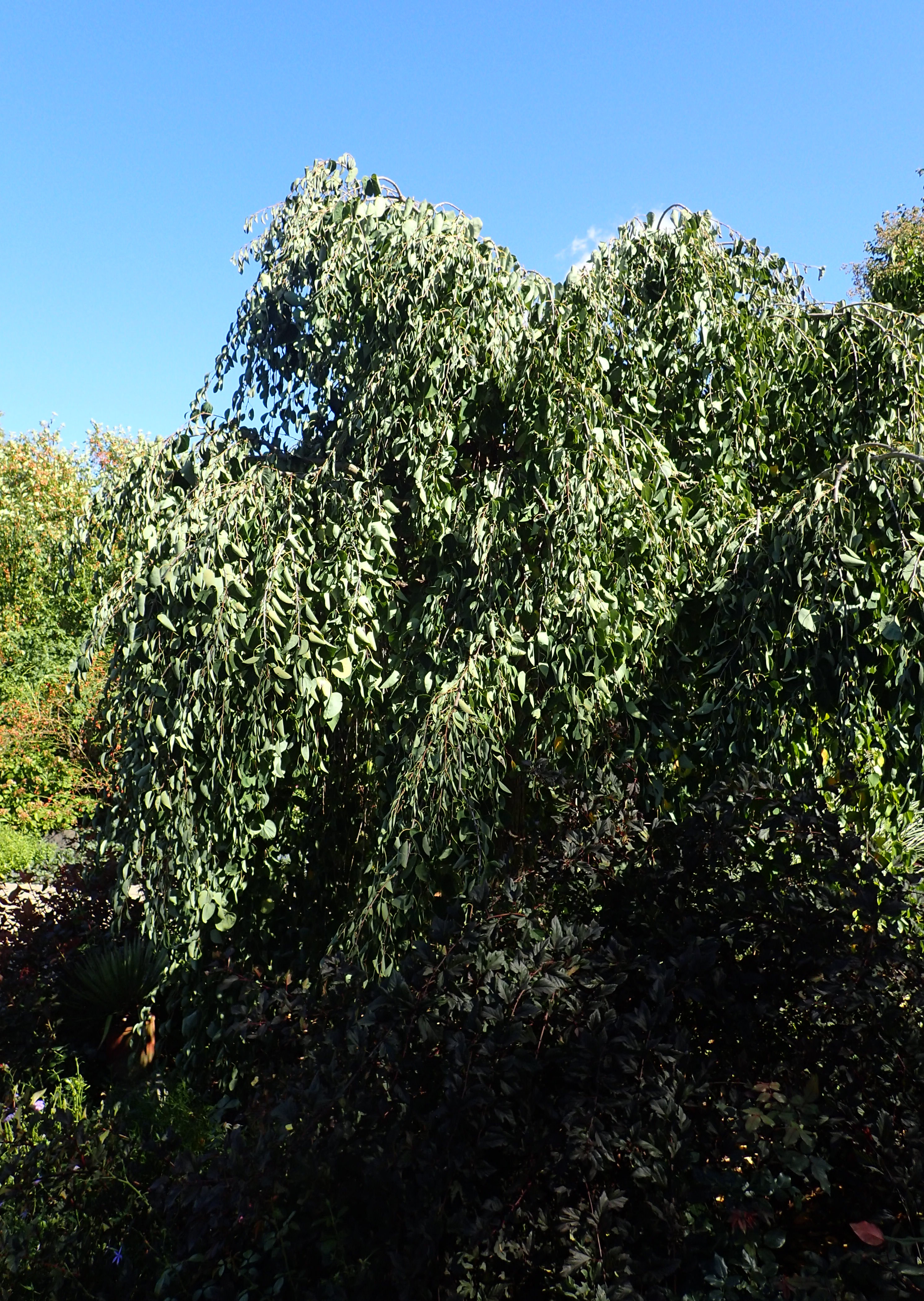
Převislá varieta 'Pendulum'

Zmarličník japonský (Cercidiphyllum japonicum) je středně vzrůstný, opadavý, listnatý strom. Je jedním ze dvou druhů východoasijského rodu zmarličník, který bývá pro svůj zajímavý vzhled vysazován jako solitéra nebo po okrajích porostů v parcích a ozdobných zahradách ve východní Asii, Evropě i Severní Americe.

## Výskyt
Původní areál této dřeviny se rozkládá v pevninské Číně, od Himálaje východním směrem v provinciích An-chuej, Če-ťiang, Che-nan, Chu-pej, Kan-su, S’-čchuan, Šan-si, Šen-si a Ťiang-si. Dále pokračuje za Východočínským mořem na japonské ostrovy Hokkaidó, Honšú, Kjúšú a Šikoku. Postupně se, snad přirozeně, rozšířil také na nepříliš vzdálený Korejský poloostrov. V novověku začal být pěstován i mimo Asii, například v Evropě i Severní Americe, kde některé zahradní výsadby zplaněly a stal se ve státech Massachusetts, New York, Ohio a Pensylvánie součásti tamní přírody.
Do evropských zahrad byl tento atraktivní druh vnesen roku 1865 a na území nynější České republiky byl poprvé vysázen roku 1910 v zámeckém parku v Průhonicích. V současnosti se v Česku řídce pěstuje jako okrasná parková dřevina.

## Ekologie
V kontinentální části svého přirozeného čínského rozšíření se vyskytuje nejčastěji ve vlhkých horských lesích a říčních údolích, zpravidla v nadmořských výškách od 600 do 2700 m a v Japonsku v temperátních pobřežních lesích a nížinných údolních nivách. Je dřevinou nesnášející ani krátkodobé sucho, na které reaguje žloutnutím a opadem listů, po návratu vláhy se někdy ještě téhož roku znovu olistí. Pro zdárný růst vyžaduje hlubokou, dostatečně výživnou půdu, která je celoročně vlhká, spíše těžší, hlinitá nebo hlinito jílovitá a mírně kyselá.
Potřebuje polostinné stanoviště, na plně osluněném může být v předjaří ostrým poledním sluncem poškozována kůra a později mladé, pravě rašící listy. Středoevropské zimní období většinou přežívá bez újmy, snese teplotu do -30 °C. Nevyhovuje mu vysazování okolo cest, nesnáší zasolenou půdu. Chorobami a škůdci trpí jen minimálně. Kvete ještě před vyrašením listů v dubnu a květnu.

## Popis
Opadavý dvoudomý strom dorůstající v domovině do 30 m, v Evropě nejvýše do 15 m. Má šedohnědou, hluboce rýhovanou kůru, která je zvláště u starších dřevin nápadná svými uvolněnými odchlipujícími se konci. Většina jedinců má tendenci vytvářet vícekmennou rostlinu, za nepříznivých podmínek může být těchto kmenů až mnoho a výsledkem je strom keřovitého charakteru. Samčí stromy mají tendenci být spíše štíhlé a růst kuželovitě, kdežto samičí vytvářejí již brzy koruny rozložité a rozkošatělé.
Na lesklých, červenohnědých letorostech rostou vstřícně postavené načervenalé, hranaté pupeny, z kterých vyrostou dlouze řapíkaté listy dlouhé 5 až 8 cm a široké 3 až 5 cm. Na nejméně dvouletých větvičkách rostou na místech původních nodů brachyblasty, které nesou samčí nebo samičí květy, nebo jeden list, občas květy i ten list. Listy jsou na mladých větvičkách postaveny vždy vstřícně, na starších větvích jsou také vstřícné, ale šikmo posunuté o určitý modul. Na starých větvích, případně kmenech, jsou patrné časté osamocené listy rostoucí z nahodilých, vytrvalých brachyblastů. U stromu je patrná listová dvoutvárnost, listy rostoucí z krátkých brachyblastů jsou srdčité či ledvinovité a po obvodě vroubkované, kdežto listy na dlouhých větvích jsou eliptické či široce oválné a po obvodě celistvé nebo sotva znatelně pilovité.
Drobné, jednopohlavné, květy bez okvětí jsou uspořádané v hustých hlávkách. Samčí květy, v počtu čtyři a více, jsou téměř přisedlé, mívají 7 až 13 volných tyčinek s načervenalými nitkami i prašníky. Samičí květy jsou stopkaté, společně rostou dva i více, každý má jeden pestík s mnoha vajíčky a dlouhou karmínovou čnělku s bliznou. Vykvétají sice před olistěním, ale svým tvarem i velikostí splývají s okolními větvemi.
Plody jsou 1 až 2 cm dlouhé měchýřky rostoucí ve shlucích. Obsahují hnědá, plochá, asi 5 mm dlouhá, jednokřídlá semena s bohatým olejnatým endospermem, která bývají zralá v listopadu. Mimo semen se může zmarličník japonský množit i řízky z nevyzrálého i polovyzrálého dřeva, případně hřížením nebo oddělky kořenů.

## Význam
Listy se v průběhu roku atraktivně barevně pozměňují. V čase rašení jsou dva až tři týdny bronzově hnědé, pak krátce žlutozelené, v době hlavní vegetace získají na líci barvu lehce modrozelenou a na rubu výrazně sivou, dlanitou žilnatinu přitom mají načervenalou. S nástupem podzimu se poměrně brzy přebarvují zlatožlutě, případně s dílčími přechody k barvě načervenalé až meruňkové. Na sušších místech dochází ke změně barev v prvé polovině září, na vlhčích lokalitách na přelomu září a října. S podzimní barevnou proměnou listů je spojen další jev, charakteristická vůně doprovázející za teplých a vlhkých dnů čerstvé spadané listy. Vůně bývá popisována jako vůně karamelu, skořicového cukru, cukrové vaty nebo čerstvě upečených buchet.
Dřevo zmarličníku japonského není příliš pevné a trvanlivé, je však jemně pórovité a dá se dobře opracovávat a leštit. Ve východní Asií je velice ceněno v nábytkářském průmyslu a hlavně jako dřevo pro interiérové obklady.
Občas se vysazuje varieta 'Pendulum' s dlouhými, převislými větvemi nebo varieta 'Rot Fuchs' s výhony tmavě červenými a s listy při rašení červenými a později až do podzimu tmavě zelenými.

## Galerie

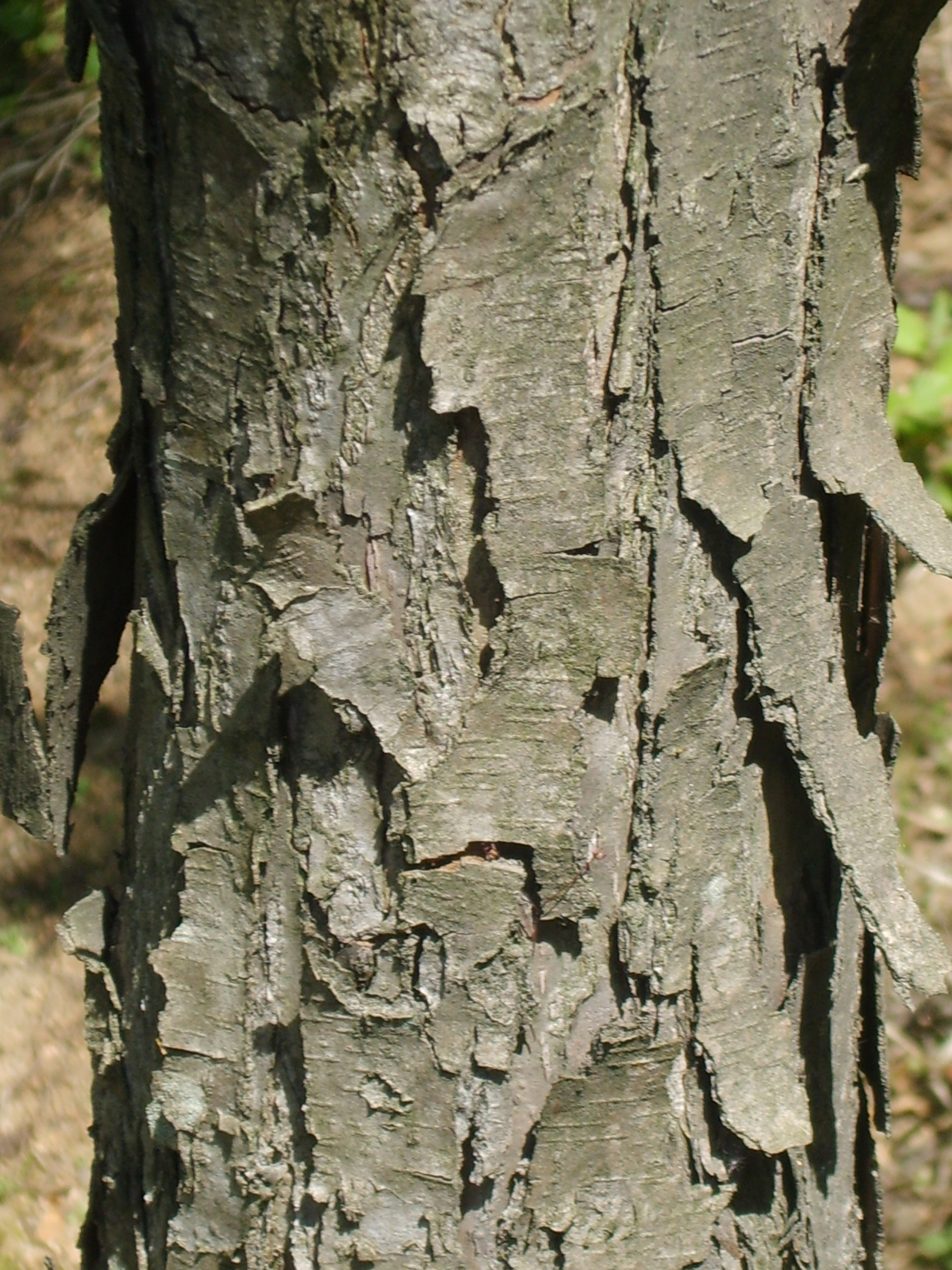
Kůra kmene
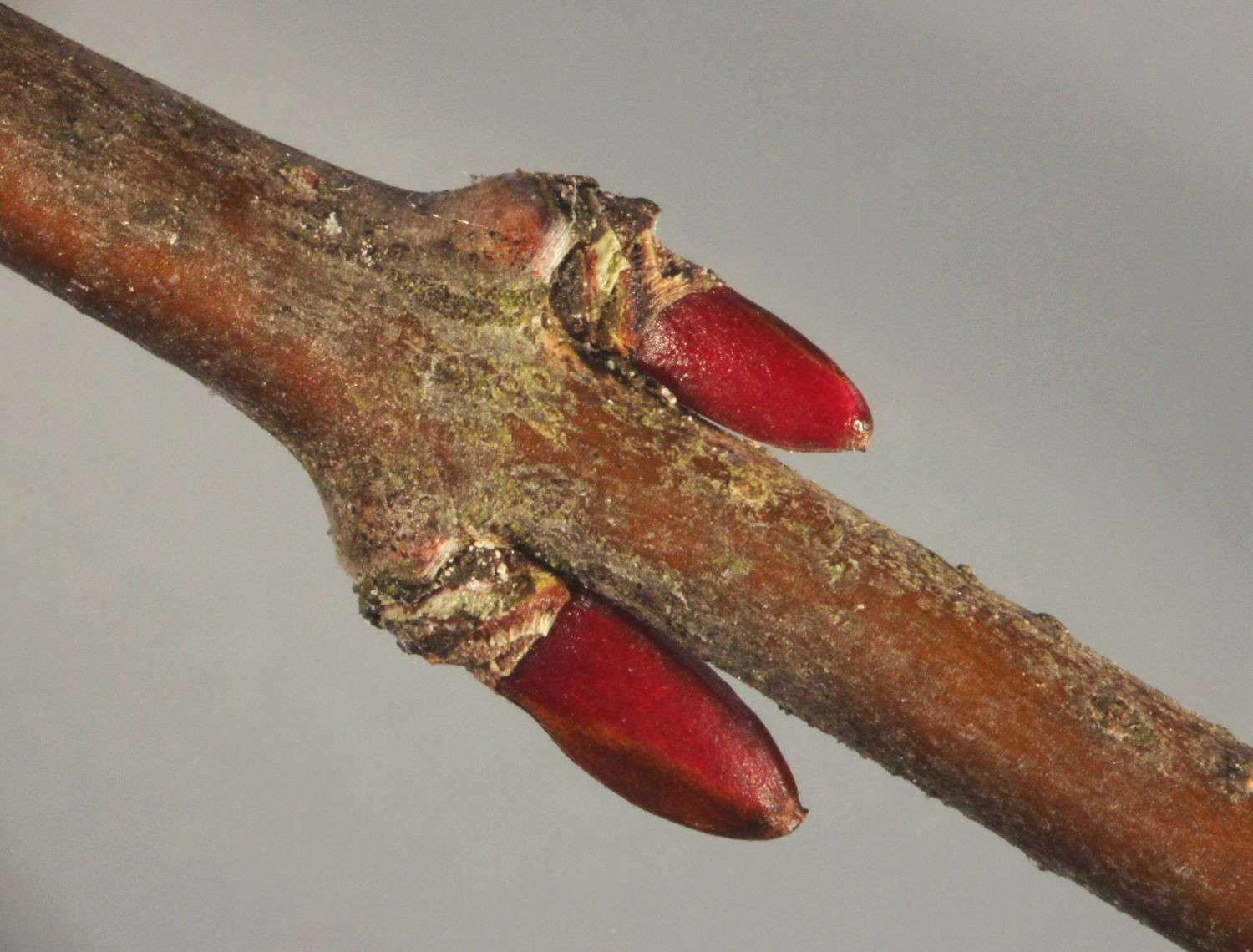
Detail zimních pupenů
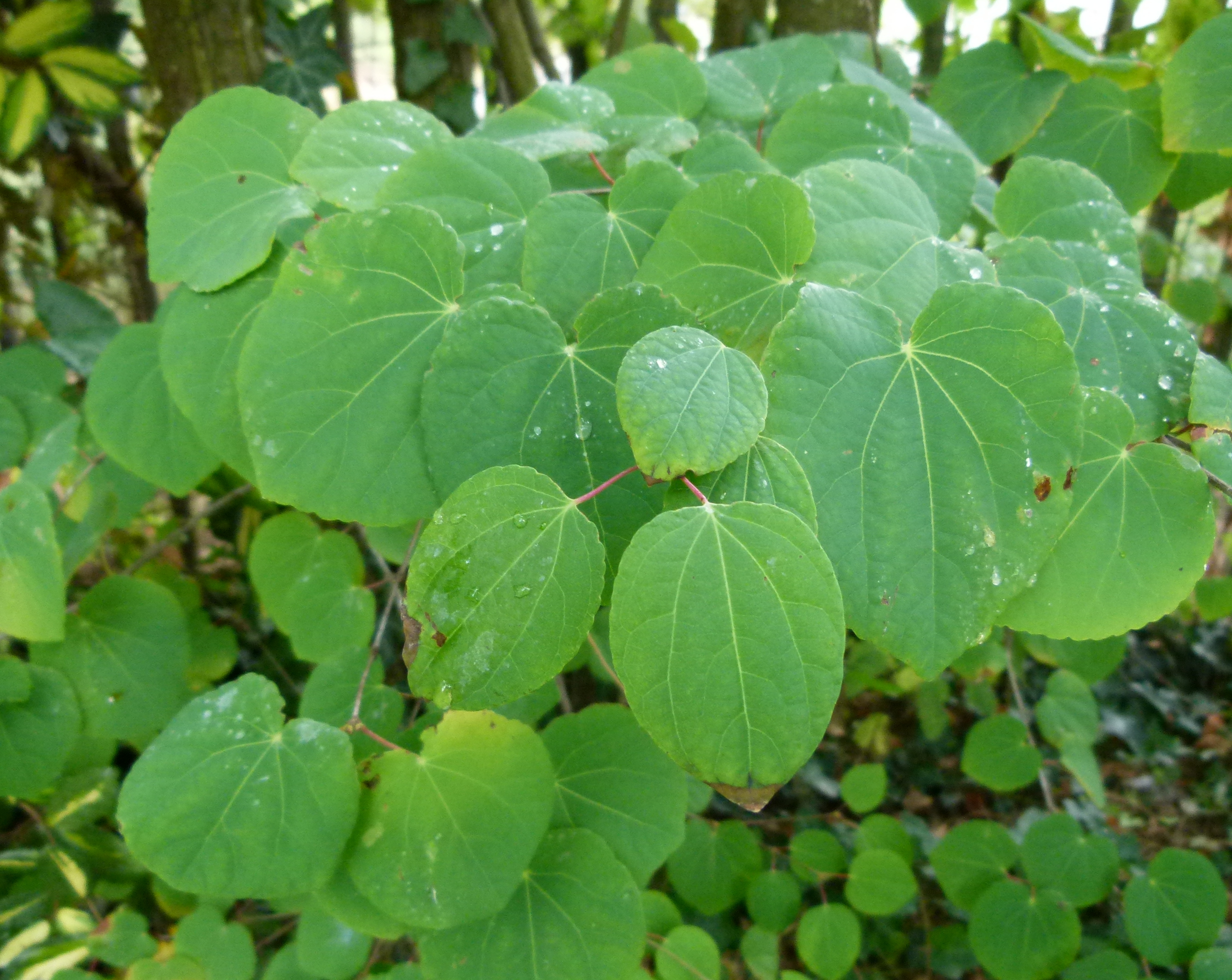
Listy
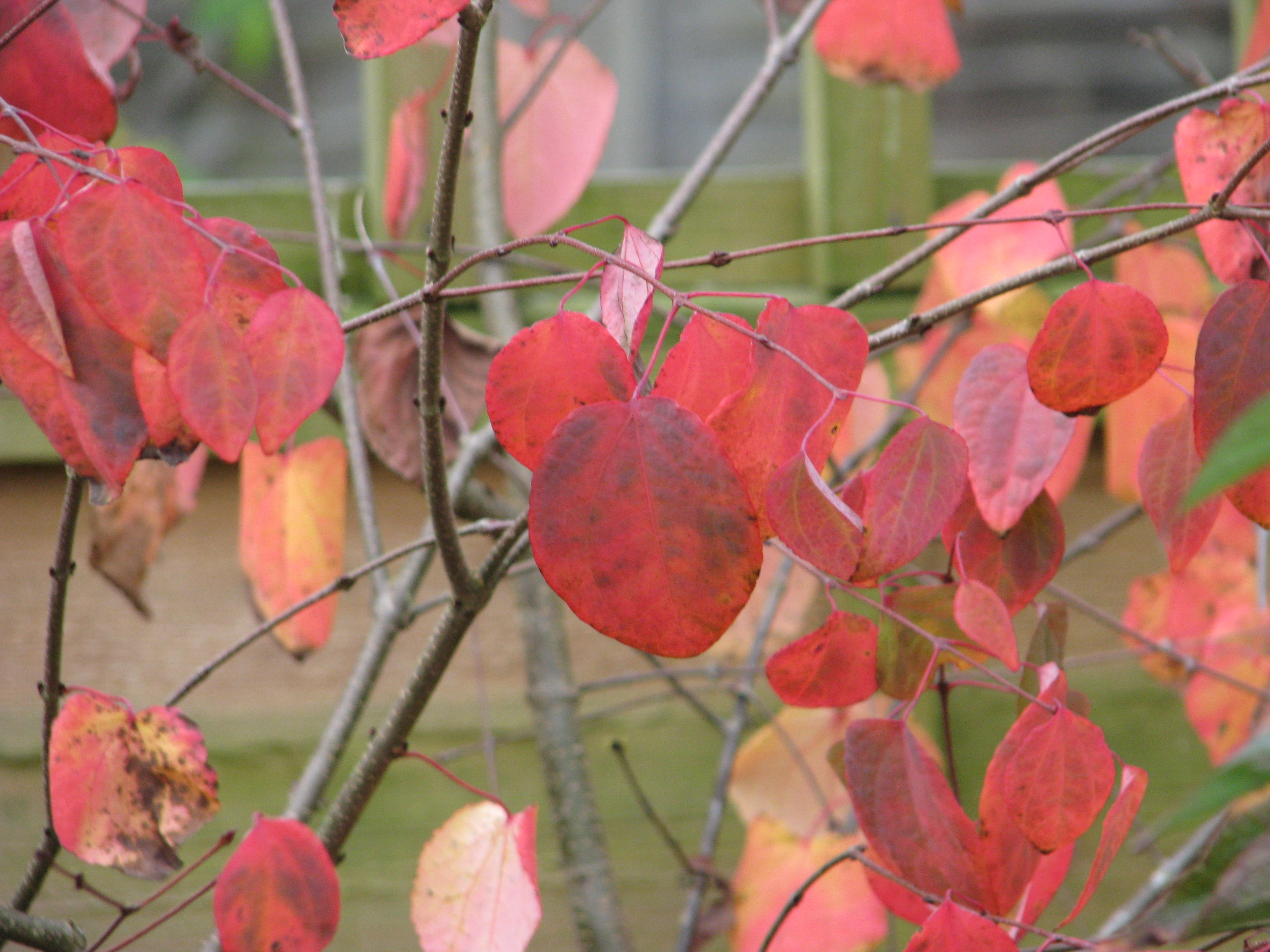
Podzimní listy
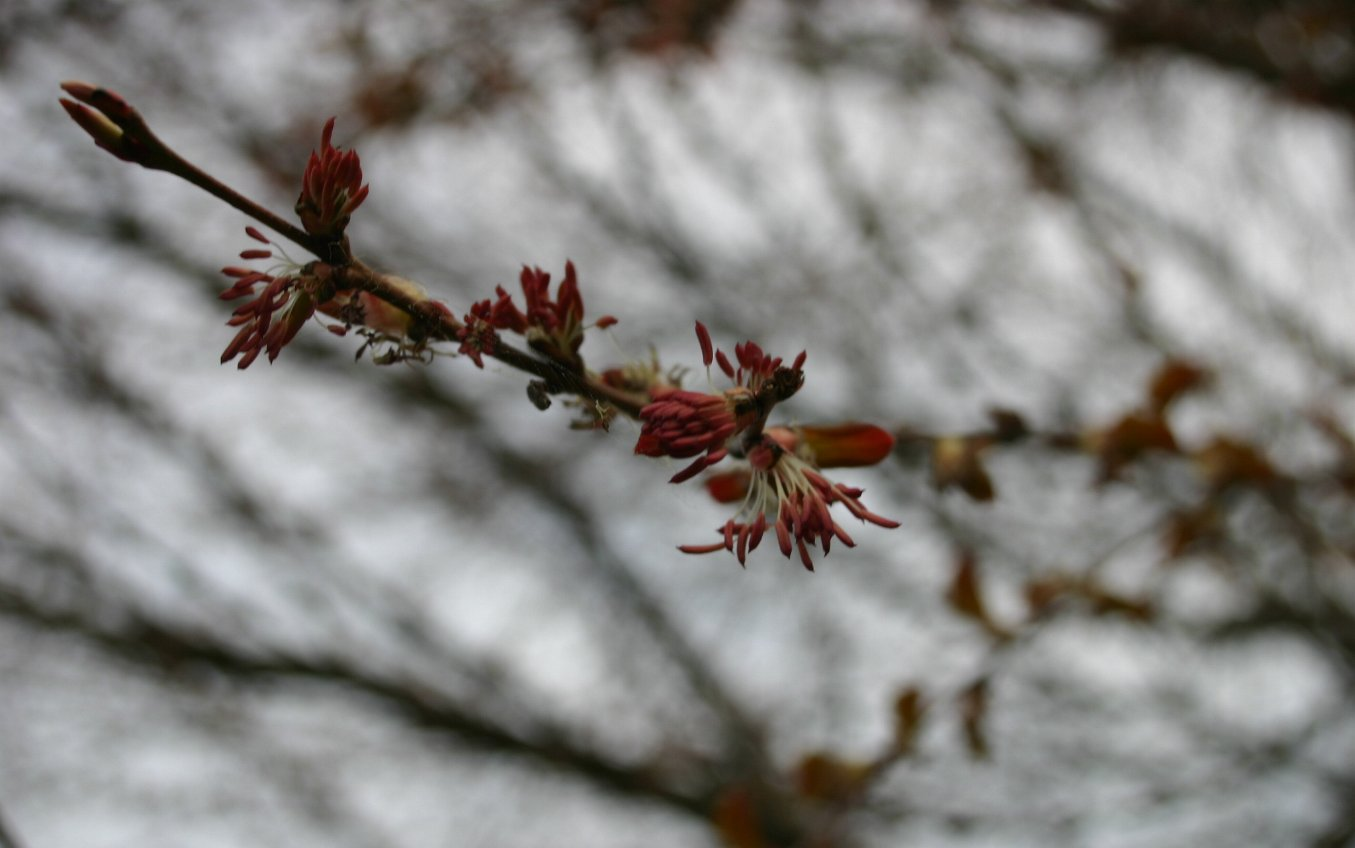
Samčí květy
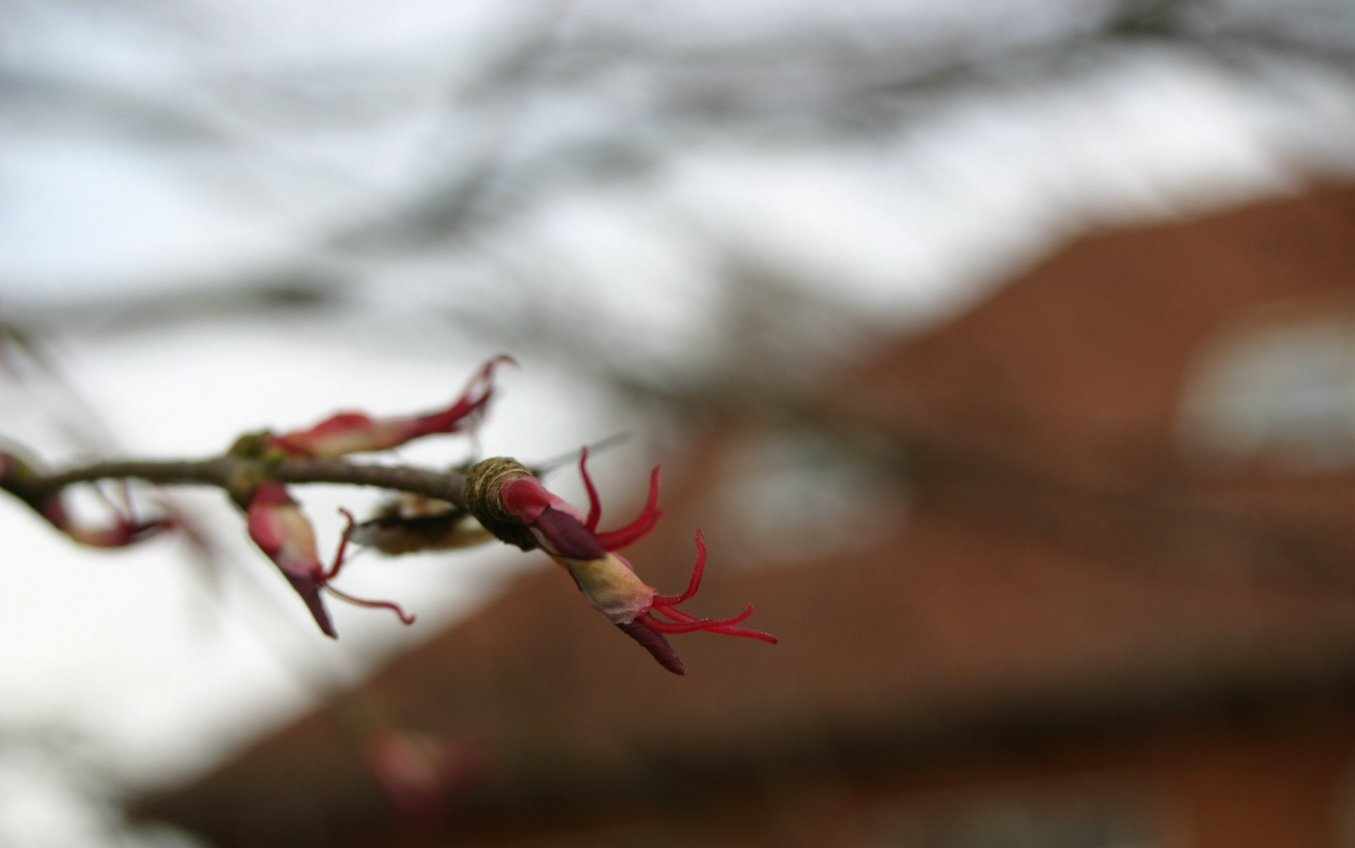
Samičí květy
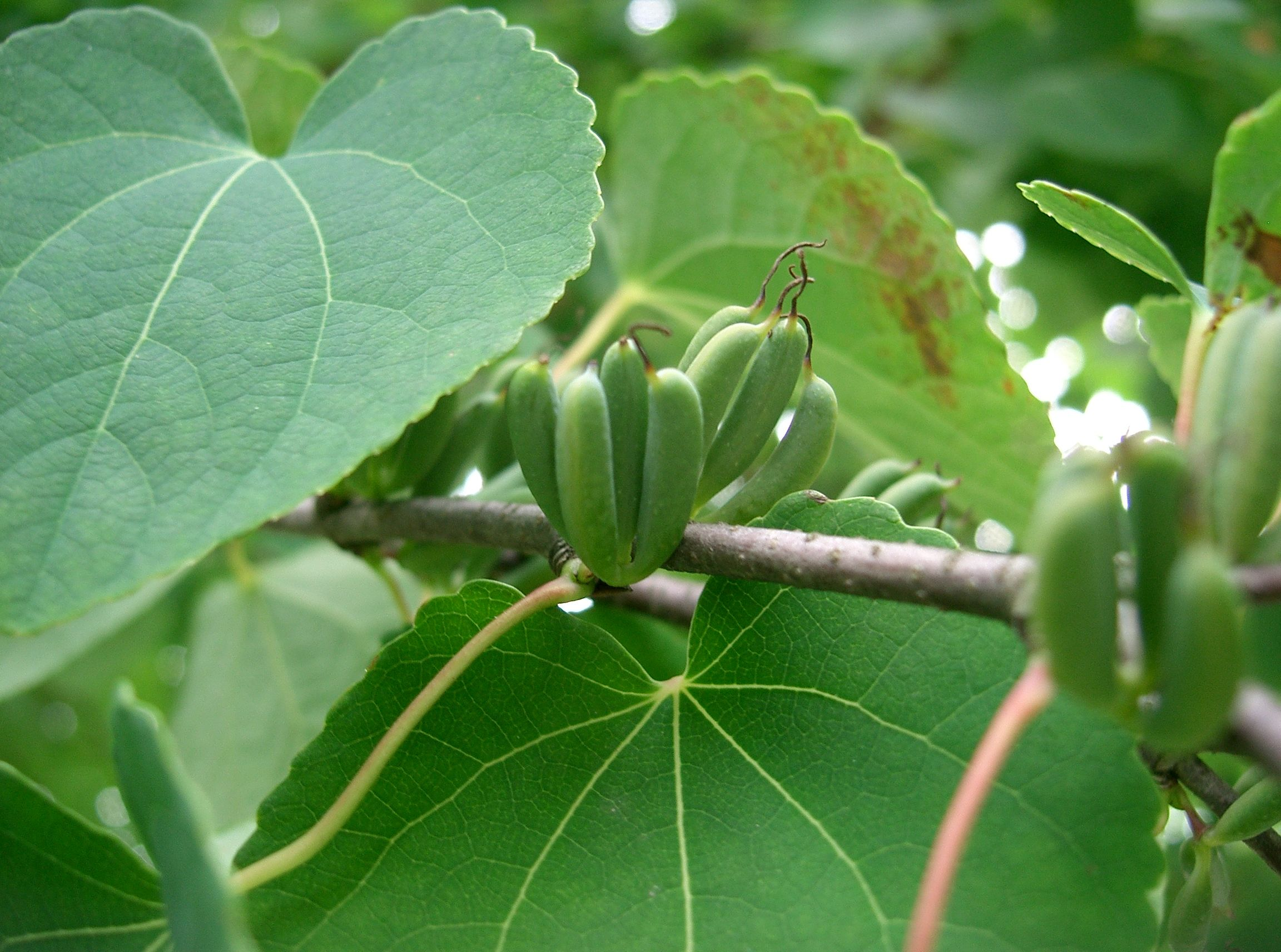
Nezralé plody
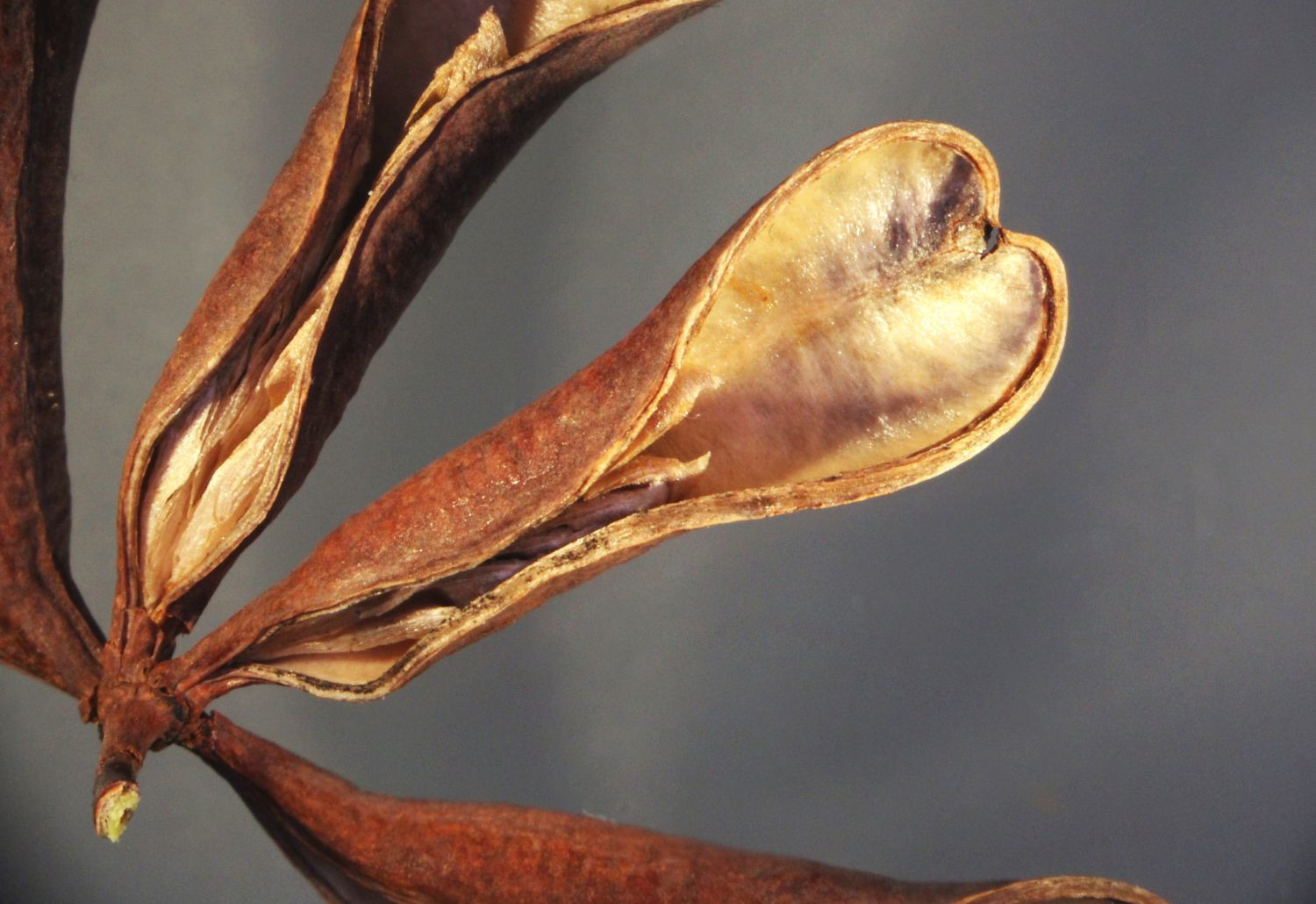
Detail plodu
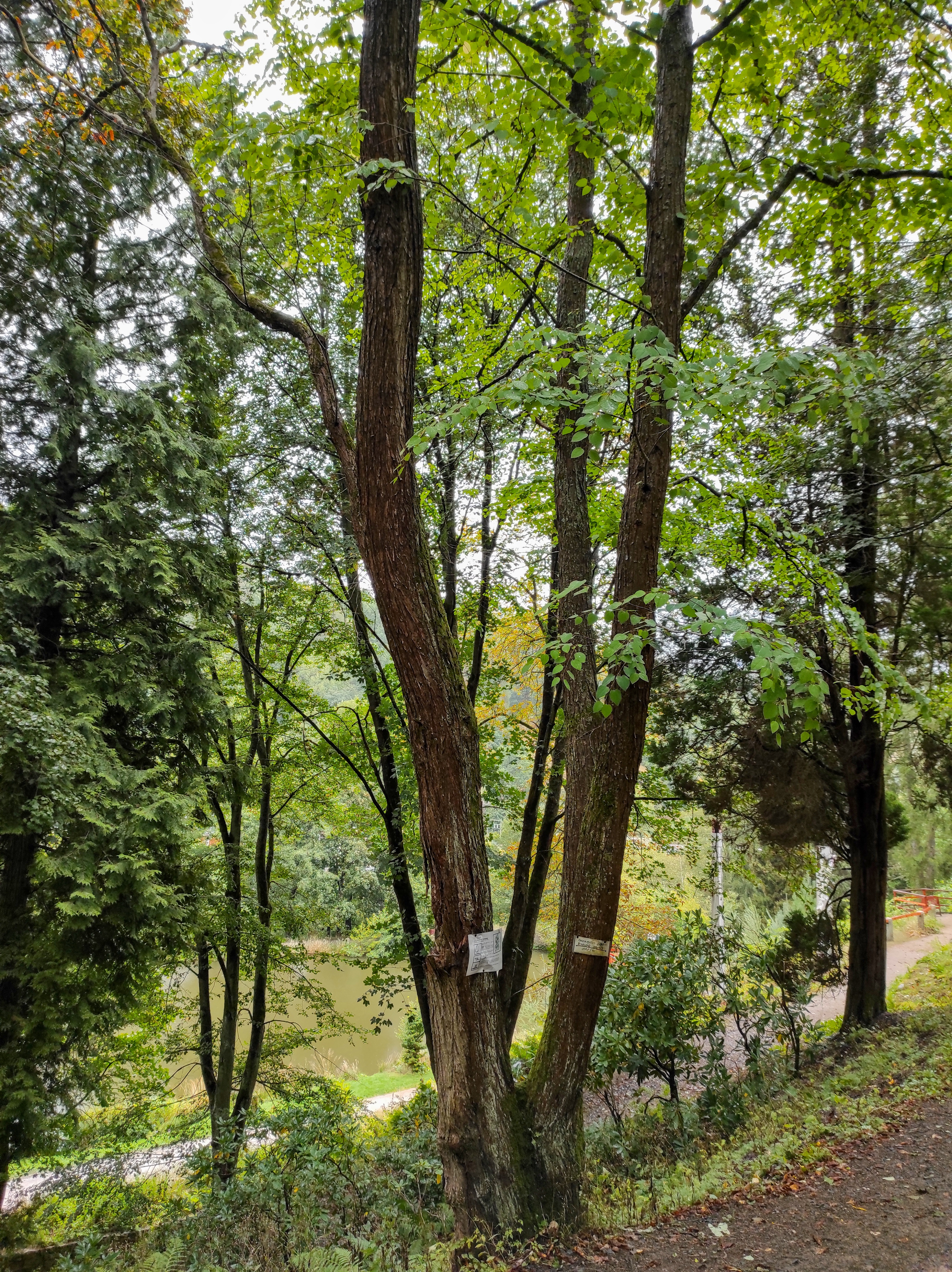
Exemplář v Bečovské botanické zahradě